# ヒサルオニュ
ヒサルオニュ（トルコ語: Hisarönü）は、トルコ・ムーラ県のフェトヒイェ地区にある村。
地中海とエーゲ海沿岸部に位置する。1990年頃までは小さな村であったが、その後隣接するオヴァジュク（Ovacık）と共に大きなリゾートに成長した。1992年、ヒサルオニュからカヤキョイ（Kayaköy）までの道路が舗装された。
ヒサルオニュは隣接するオルデニズ（新しい建築工事が制限されている）に宿泊施設を提供することを目的としていたが、今では独立したホリデーリゾート地域として観光客に人気がある。